# Pierre Aimery
Pour les articles homonymes, voir Aimery.
Pierre Aimery ou Pierre Aymery (Aimerici), né à Clermont et mort en 1412 (?), est un prélat français du XIVe siècle et du XVe siècle.

## Biographie
Pierre Aimery est évêque de Couserans (dans l'actuelle Ariège) de 1384 à 1390 puis archevêque de Bourges de 1391 à 1409. En 1405, il consacre la Sainte-Chapelle de Bourges. II passe au patriarcat d'Alexandrie en 1409, après avoir assisté cette même année au concile de Pise.
La même année, il est nommé aussi administrateur perpétuel de Carcassonne, il semble mourir en 1412.